# El mejor de Chile
El mejor de Chile fue un programa de televisión chileno que está basado en el popular formato sueco True Talent, que tiene sus propias versiones en otros países. El programa será presentado por Julián Elfenbein, y representa al cuarto proyecto que tiene a su cargo en Televisión Nacional de Chile, tras su retorno a este canal a finales de 2010. El jurado está compuesto por Américo, Myriam Hernández y Marcos Llunas, además de invitados en la etapa de galas como Raquel Argandoña.
La primera temporada del programa debutó por el canal TVN con una edición semanal, los días viernes, partiendo por el 3 de agosto de 2012, transmitido en formato de alta definición por TVN HD. El horario de transmisión de los días viernes es a las 22:30 que es la franja de horario central, tras del noticiero 24 horas central. El ganador o ganadora de la primera temporada obtuvo como premio monetario veinte millones de pesos ($20 000 000).

## Formato
La idea del programa es elegir al cantante con la mejor voz y técnica, independientemente de su apariencia física, género, estilo personal o la edad. El público está sentado de espalda al participante, mientras este canta. El público es el jurado y se divide en grupos de 3 generaciones. La mayoría de personas de cada generación debe votar por el concursante para que él/ella pueda avanzar a la siguiente etapa. Luego viene la etapa de "Elección de los preparadores" los cuales eligen a su equipo para que los representen en las galas.

## Presentador, preparadores y finalistas
– Preparador Ganador/Concursante. El ganador está en negrita.
     – Preparador en Segundo lugar.
     – Preparador en Tercer lugar.
| Temporada | Coaches | Coaches | Coaches |
| Temporada | Américo | Myriam Hernández | Marcos Llunas |
| --------- | --- | --- | --- |
| 1         | Alexis Salinas Florencia Kobus Franco FigueroaFrancesca Díaz Ingrid Vera Silvana Marín Nicole Rando Natalia Deichler Sergio Cerda Andrea Pell | Natalia Santander Liliana Inostroza Luis Tapia Marcela Contreras Julia Vilche Javier Cáceres Estefanía Opazo Jacqueline Orellana Felipe Gallardo Johans Cruz Teresa Herrera | Ariana Riffo Francisca Iribarne Constanza Espinoza Loreto Bórquez Reina de los Ángeles García Natalia Naomi Suga Bernardo Sedini Senén Cariaga Johanna Oyaneder Sergio Zúñiga Patricio Vásquez |

## Resumen
| Temp. | Inicio              | Fin                   | Ganador           | Segundo lugar     | Tercer lugar   | Preparador ganador | Presentador                                        | Preparadores                           | Jueces invitados                                                         |
| ----- | ------------------- | --------------------- | ----------------- | ----------------- | -------------- | ------------------ | -------------------------------------------------- | -------------------------------------- | ------------------------------------------------------------------------ |
| 1     | 3 de agosto de 2012 | 26 de octubre de 2012 | Natalia Santander | Marcela Contreras | Alexis Salinas | Myriam Hernández   | Julián Elfenbein Jean Philippe Cretton (Backstage) | Américo Myriam Hernández Marcos Llunas | Raquel Argandoña Javiera Parra Pablo Aguilera José Miguel Viñuela(Galas) |

## Temporadas

### Primera temporada: 2012
En mayo de 2012 se inició el proceso de casting en busca de los concursantes, proceso de casting que se realizó en distintas parte del país y a través de la página web del canal. La primera temporada se estrenó el día viernes 3 de agosto de 2012 y finalizó el día viernes 26 de octubre de 2012.
| Clasificación | Artistas          | Canción                        | Resultado     |
| ------------- | ----------------- | ------------------------------ | ------------- |
| 1             | Natalia Santander | "Sube a nacer conmigo hermano" | Ganadora      |
| 2             | Marcela Contreras | "Cariño mío"                   | Segundo lugar |
| 3             | Alexis Salinas    | "Zíngara"                      | Tercer lugar  |
| 4             | Franco Figueroa   | "Si tú me miras"               | Cuarto lugar  |

## Audiencia
| 1  | Viernes | 3 de agosto      | Primera Audición    | 22:29 - 23:53 | 17,9 | Tercero | [ 4 ]  |
| 2  | Viernes | 10 de agosto     | Segunda Audición    | 22:29 - 00:00 | 14,7 | Cuarto  | [ 5 ]  |
| 3  | Viernes | 17 de agosto     | Tercera Audición    | 22:29 - 23:51 | 14,3 | Quinto  | [ 6 ]  |
| 4  | Viernes | 24 de agosto     | Cuarta Audición     | 22:22 - 23:58 | 14,5 | Quinto  | [ 7 ]  |
| 5  | Viernes | 31 de agosto     | Elección de coaches | 22:23 - 00:13 | 12,3 | Sexto   | [ 8 ]  |
| 6  | Viernes | 7 de septiembre  | 1.ª Gala            | 22:26 - 00:49 | 12,3 | Octavo  | [ 9 ]  |
| 7  | Viernes | 14 de septiembre | Especial Premium    | —             | —    | —       | [ 10 ] |
| 8  | Viernes | 21 de septiembre | 2.ª Gala            | 22:25 - 00:38 | 10,8 | Octavo  | [ 11 ] |
| 9  | Viernes | 28 de septiembre | 3.ª Gala            | —             | —    | —       | [ 12 ] |
| 10 | Viernes | 5 de octubre     | 4.ª Gala            | —             | —    | —       | [ 13 ] |
| 11 | Viernes | 12 de octubre    | 5.ª Gala            | 22:31 - 00:50 | 10,0 | Décimo  | [ 14 ] |
| 12 | Viernes | 19 de octubre    | Semifinal           | —             | —    | —       | [ 15 ] |
| 13 | Viernes | 26 de octubre    | Gran Final          | 22:26 - 01:12 | 11,5 | Octavo  | [ 16 ] |

     Episodio más visto.

     Episodio menos visto.

## Otros datos
- El programa no fue exhibido por TV Chile (señal internacional de TVN) debido a que una de las cláusulas del contrato entre TVN y la productora establece que la licencia es sólo para exhibir el programa en territorio chileno.